# 马特·布拉德
马修·戈登·布拉德（英語：Matthew Gordon Bullard，1967年6月5日—），生于爱荷华州的West Des Moines，美国前职业篮球运动员，他从爱荷华大学毕业后未能在NBA选秀中被摘牌。 

## NBA生涯
布拉德在休斯敦火箭度过了九个赛季(1990-94, 1996-2001)，也在亚特兰大老鹰(1995-96)和夏洛特黄蜂(2001-02)各待了一个赛季，他也在1994-95赛季效力过希腊联赛劲旅萨洛尼卡篮球俱乐部。他的职业生涯平均每场得5.3分和两个篮板。在休斯敦火箭时期他有着一个亲切的昵称「Air Bullard」，因为208公分的他载投三分球的时候显着跳得非常高。

## 体育评论员
2004年，布拉德输给了迪·布朗，在ESPN的Dream Job节目中取得第二名，比赛是为争夺一个让人垂涎的体育网络的分析职位。他和克莱德·德雷克斯勒一起作为专业评述在休斯敦火箭主场电视直播时坐在播报员Bill Worrell的两旁。